# Rodrigo Lira
Rodrigo Lira Canguilhem (Santiago, 26 de diciembre de 1949-Santiago, 26 de diciembre de 1981) fue un poeta chileno que continuó, extremándola, la línea abierta por Nicanor Parra y Enrique Lihn. Abunda en sus textos el uso de la ironía, la experimentación con el lenguaje, la intertextualidad, la crítica y un humor particularmente negro, del que todos son víctimas, incluso él mismo.

## Biografía
Hijo de Juan Gabriel Lira Rembges —coronel (R) del Ejército y abogado— y de Elisa Canguilhem Contrucci, cursó su educación primaria y secundaria en el Colegio del Verbo Divino y en la Escuela Militar. Ingresó en 1967 en la Universidad Católica. Estudió primero Psicología; después pasó a Filosofía, Artes de la Comunicación e Historia, hasta que, en 1971, le diagnosticaron esquizofrenia.  Más tarde recomenzó sus estudios, esta vez en la Universidad de Chile, donde en 1975 se matriculó en la Facultad de Bellas Artes. Tres años más tarde pasó al Departamento de Lingüística y Filología.
Lira, que no llegó a completar ninguna carrera, vio su primera publicación en 1972, pero no era un poema, sino el texto de un cómic que apareció en la revista Cabrochico a lo largo de seis números (14-18) de aquel año. La colaboración con la editorial Quimantú había comenzado el año anterior, cuando propuso una historieta sobre la vida de Manuel Rodríguez, que fue rechazada, no así Panchito en la tierra de la fantasía, guion por el que se interesó el dibujante Ariel (Carlos Cabrera) y que finalmente salió en la revista mencionada. Este cómic fue rescatado en 2014 por el escritor y especialista en ilustración Jorge Montealegre, en el libro titulado Rodrigo Lira, un poeta en la tierra del cómic.
De la enfermedad de Lira —calificada como esquizofrenia hebefrénica en la Clínica Psiquiátrica de la Universidad de Chile—, su madre, Elisa, comentó: "Padecía un trastorno bipolar, enfermedad que en momentos de euforia podía hacerlo dejar un trabajo y partir con su mochila al norte o en estados depresivos se encerraba a oscuras en su pieza durante tres días".
Se suicidó el 26 de diciembre de 1981, dejándose desangrar en la bañera de su departamento 22 de la avenida Grecia 907 en el Conjunto Empart Ñuñoa, el día de su cumpleaños, a la edad de treinta y dos años. Su enfermedad, su obra desgarradora y su suicidio ayudaron a forjar la imagen de un poeta extravagante, «maldito», que se ganó un lugar entre las figuras míticas de las letras chilenas convirtiéndose en un escritor de culto. El 23 de noviembre de 1981 hizo una de sus últimas apariciones públicas, participando en el programa ¿Cuánto vale el show? de Teleonce, donde recitó un texto de William Shakespeare y obtuvo un premio de 8700 pesos chilenos de la época. Sus restos yacen en el Cementerio General de Santiago.

## El manipulador del lenguaje
Lira escribió sus poemas en los años 1970, y la mayoría de los textos corresponden al periodo entre 1977 y 1981. Sus versos «circularon, principalmente, en fotocopias que el mismo autor repartía en los campus universitarios». Estas copias memografiadas y los recitales (en los institutos Goethe y Cultural de Las Condes, durante el Primer Encuentro de Arte Joven; en el Café Ulm, la sala La Capilla y en la biblioteca anexa al Museo Nacional Benjamín Vicuña Mackenna) fueron "la forma más común de difundir su trabajo". "En estos textos -entre los que se encuentran cartas a los medios de comunicación, postulaciones a concursos y currícula que Lira transformaba en poemas-, insertaba comúnmente recortes de periódicos, imágenes al estilo de los collage y juegos gráficos con las palabras, ampliando los márgenes de la poesía de la época, fuertemente marcada por una tradición lírica y por la necesidad que muchos poetas sentían de enfrentarse, a través de sus versos, a la situación represiva que se vivía en el país».
En 1979 su poema 4 tres cientos sesenta y cincos y un 366 de onces obtuvo el primer lugar del concurso organizado por La Bicicleta y salió en el número 6, de marzo-abril de 1980, de esa revista. Formaban parte del jurado Enrique Lihn y Raúl Zurita, entre otros cuatro escritores, que dieron el segundo premio a Omar Lara y el tercero a Claudio Bertoni.
El mismo año apareció otra de sus raras publicaciones en vida, en la antología Ganymedes 6, para la que el vate y editor David Turkeltaub escogió Paseo de las flores, decisión que Lihn lamentó pues consideraba mejores tanto el citado poema ganador del concurso como los otros inéditos que entregó Lira al seleccionador.
Antes de su triunfo en La Bicicleta, había obtenido mención honrosa en el concurso Alerce (Sociedad de Escritores de Chile, 1978), y en el organizado por la Vicerrectoría Académica de la Universidad de Chile (1979), y ganado el segundo premio en el certamen "Palabras para el hombre" (Agrupación Cultural Universitaria, 1978).
Lira, según Roberto Careaga, "acechó la precaria escena literaria de fines de los 70 con poemas satíricos y confesionales que nunca pudieron sacarlo de su condición de poeta marginal". Para este crítico literario (?), Rodrigo Lira "desde más o menos 1975, empezó a escribir una poesía que, al igual que Panchito, también subvertía las reglas del mundo que visitaba: a través de parodias, juegos lingüísticos, confesiones biográficas y sarcásticos retratos de sus días, desmanteló la lírica tradicional hasta hacerla estallar".
Su obra fue publicada en libros póstumamente: Proyecto de obras completas (1984), reúne una treintena de textos con prólogo de Enrique Lihn; y Declaración jurada,  recopilación de seis textos no recogidos en el volumen anterior. El Proyecto de obras completas —que salió originalmente en Ediciones Minga, la misma que editó, también después de muerto, al poeta Armando Rubio— tuvo su origen en el funeral de Lira, durante el que, entre los presentes, su madre reconoció a Nicanor Parra, se le acercó y conversó con él; meses más tarde le entregó al famoso autor de antipoemas "un manojo de textos inéditos de Rodrigo, pidiéndole que les encontrara un destino", quien, a su vez los entregó a Lihn.
La obra de Lira, según Memoria Chilena, "expresa uno de los más interesantes caminos seguidos por la poesía chilena en el último tercio del siglo XX, sintetizando y extremando los caminos abiertos anteriormente por poetas como Nicanor Parra y Enrique Lihn. El rescate e introducción del habla y de lo coloquial en el discurso poético, la utilización de un humor punzante y negro en el interior de la obra, y la constante del factor intertextual, por mencionar sólo algunos de los puntales sobre los que se sostiene la obra de Lira, componen una creación que quebró la continuidad de una tradición poética enmarcada en la opresión objetiva y subjetiva en que se encontraba Chile durante la dictadura. Al mismo tiempo, marcó un momento de inflexión de la tradición, que le permitió a ésta seguir generándose a partir de ese momento".

Si el objetivo de la poesía no fuera el de consolarnos y hacernos soñar, sino el de desconsolarnos y mantenernos despiertos, Lira tendría el lugar que le reservamos en el Olimpo subterráneo de la poesía chilena.
Enrique Lihn

Roberto Bolaño le dedicó Los neochilenos, segunda parte de su poemario Tres y lo calificó como "el mejor poeta chileno" de su generación.

## Obras
- Proyecto de obras completas, con prólogo de Enrique Lihn, Ediciones Minga, 1984 (reeditado en 2003 por la Editorial Universitaria con una nota de Roberto Merino más el prólogo de Lihn; y en 2014 por Ediciones UDP con un texto introductorio de la poeta Milagros Abalo agregado a los dos anteriores)
- Declaración jurada, con prólogo de Grínor Rojo; Ediciones UDP, Santiago, 2006
- Buelos barios: boladas boludas, poemas y cuentos con dibujos del mismo Lira; edición de Marcelo Gatica, Editorial Piélago, Santiago, 2016

## Premios
- Primer premio en el Concurso de Poesía de la revista La Bicicleta por  4 tres cientos sesenta y cincos y un 366 de onces
- Finalista del Premio Altazor de Poesía 2007 con Declaración jurada[13]

## Libros sobre Lira
- Luces de reconocimiento, de Roberto Merino (escritor), Ediciones UDP, Santiago de Chile, 2008
- Los malditos, volumen editado por Leila Guerriero, que incluye un capítulo sobre Rodrigo Lira; UDP, Santiago, 2011
- Rodrigo Lira, un poeta en la tierra del cómic, libro de Jorge Montealegre que recupera la historieta Panchito en la tierra de la fantasía e incluye, además de un perfil biográfico de Lira, texto de sus amigos Patricio Andrade y Óscar Gacitúa; Ediciones Asterión, Santiago, 2014
- La poesía terminó conmigo - Vida de Rodrigo Lira, de Roberto Careaga C, con edición de Leila Guerriero, Ediciones UDP, Santiago de Chile, 2017[14]
- Rodrigo Lira, Proyecto de Obras Completas, Ediciones UDP, Santiago de Chile, 2015